# Leptostraca
De Leptostraca vormen de enige recente orde in de onderklasse Phyllocarida van de Malacostraca, die op hun beurt een klasse van kreeftachtigen zijn.

## Taxonomie
De volgende taxa zijn bij de orde ingedeeld:
- † Geslacht Cascolus Siveter, Briggs, Siveter, Sutton & Legg, 2017
- Onderorde Nebaliacea Calman, 1904

## Anatomie

Algemeen bouwplan van een Leptostraca (hier gebaseerd op Nebalia bipes).
Legende: 1. Antennula, 2. Rostrum, 3. Carapax, 4. Abdomen, 5. Furca, 6. Telson, 7. Pleopode(n), 8. Antenna, 9. Thoracopoden (verborgen door carapax), 10. Oog